# Anisogaster signifer
Anisogaster signifer là một loài bọ cánh cứng trong họ Cerambycidae.